# 姚长禄
姚长禄（英語：Yew Teong Look，1956年8月26日—），马来西亚政治人物、马华公会党员。曾任联邦直辖区政务次长、马华副总会长。

## 政治生涯
2001年，他被时任首相马哈迪·莫哈末委任为上议员。2004年大选，中选为旺沙玛珠国会议员。随后，他被首相阿都拉·巴达威委任进入内阁担任联邦直辖区政务次长。2008年大选，姚长禄以微差票数不敌对手黄朱强。
2013年大选，由于他所属的旺沙马朱国席确定让给盟党巫统上阵，姚长禄无缘出战选举。
2022年大选，姚长禄原要代表马华上阵峇都国会选区，然而该区最终被证实由国大党上阵。